# الجواودة (القيروان)
الجَوَأوِدَة قرية تقع بمعتمدية الشبيكة بولاية القيروان من الوسط التونسي، وهي مركز عمادة.
1. ↑  "المناطق الترابية (العمادات) حسب الولايات والمعتمديات". اطلع عليه بتاريخ 2024-11-30.